# ヒホンの恥
ヒホンの恥（ヒホンのはじ、独: Schande von Gijón、西: Desgracia de Gijón、阿: فضيحة خيخون）、またはヒホン不可侵条約（独: Nichtangriffspakt von Gijón）は、1982年6月25日にスペインのヒホンにあるエル・モリノンで開催された、1982 FIFAワールドカップの1次リーグ・グループ2の最終戦の通称。西ドイツとオーストリアの両チームが次のステージに進出できるように、両チームによる談合試合が行われ非難を浴びた。

## 概要
この試合はグループ2の1次グループリーグ最終戦であり、西ドイツ（試合開始時点で3位）が1点もしくは2点差でオーストリア（同1位）に勝利すれば、オーストリアと西ドイツがアルジェリア（同2位）を抜いて次のラウンドに進出することができるという状況であった。前日にアルジェリアとチリ（同4位）の試合が行われ、両チームの試合はすべて終了していた。

## 試合前
- 注：勝ち点は勝利時2点、引き分け時1点であり、勝ち点で並んだ場合は得失点差で順位を決める。

| チーム                       | 戦 | 勝 | 分 | 敗 | 得 | 失 | 差 | 点 | 結果           |
| ---------------------------- | -- | -- | -- | -- | -- | -- | -- | -- | -------------- |
| オーストリア                 | 2  | 2  | 0  | 0  | 3  | 0  | +3 | 4  | 残り1試合      |
| アルジェリア                 | 3  | 2  | 0  | 1  | 5  | 5  | 0  | 4  | 未定(試合完了) |
| 西ドイツ                     | 2  | 1  | 0  | 1  | 5  | 3  | +2 | 2  | 残り1試合      |
| チリ                         | 3  | 0  | 0  | 3  | 3  | 8  | −5 | 0  | 敗退           |
| ■: 2次リーグへ進出 / ■: 敗退 |    |    |    |    |    |    |    |    |                |

アルジェリアは第1戦で西ドイツに2-1という大金星を収め、ワールドカップでヨーロッパのチームに勝った初のアフリカのチームとなった。その後、アルジェリアはオーストリアに0-2で負けた後、チリとの最終戦で3-2の勝利を収め、1次グループリーグ最終戦を残した時点でグループ2の2位につけた。上位2チームが2次リーグに進出できるため、アルジェリアの運命は最終戦の1位オーストリアと3位西ドイツの試合結果に委ねられることとなった。
西ドイツがオーストリアと共に次のラウンドに進出するためには、最終戦で1点もしくは2点差で勝つことが必要であった。仮に西ドイツが4点差以上の勝利を収めた場合、西ドイツとアルジェリアが次のラウンドに進出して、オーストリアが敗退するという状況になった。

## 試合の進行
| 1982年6月25日 17:15 CEST |

| 西ドイツ        | 1 - 0    | オーストリア |
| ルベッシュ 10分 | レポート |              |

| エル・モリノン（ヒホン） 観客数: 41,000人 主審: ボブ・バレンタイン |

| 西ドイツ | オーストリア |

| GK                 | 1  | ハラルト・シューマッハー     |  |      |
| SW                 | 15 | ウリ・シュティーリケ         |  |      |
| RB                 | 20 | マンフレート・カルツ         |  |      |
| CB                 | 4  | カールハインツ・フェルスター |  |      |
| LB                 | 2  | ハンス＝ペーター・ブリーゲル |  |      |
| CM                 | 3  | パウル・ブライトナー         |  |      |
| CM                 | 6  | ヴォルフガング・ドレムラー   |  |      |
| CM                 | 14 | フェリックス・マガト         |  |      |
| RF                 | 11 | カール＝ハインツ・ルンメニゲ |  | 66分 |
| CF                 | 9  | ホルスト・ルベッシュ         |  | 68分 |
| LF                 | 7  | ピエール・リトバルスキー     |  |      |
| サブメンバー：     |    |                              |  |      |
| GK                 | 22 | アイケ・インメル             |  |      |
| DF                 | 5  | ベルント・フェルスター       |  |      |
| MF                 | 18 | ローター・マテウス           |  | 66分 |
| FW                 | 8  | クラウス・フィッシャー       |  | 68分 |
| FW                 | 13 | ウーヴェ・ラインダース       |  |      |
| 監督：             |    |                              |  |      |
| ユップ・デアヴァル |    |                              |  |      |

| GK                                            | 1  | フリードリッヒ・コンシリア     |      |
| DF                                            | 2  | ベルント・クラウス             |      |
| DF                                            | 3  | エーリッヒ・オーベルマイヤー   |      |
| DF                                            | 4  | ヨーゼフ・デゲオルギ           |      |
| DF                                            | 5  | ブルーノ・ペッツァイ           |      |
| MF                                            | 6  | ローランド・ハッテンベルガー   |      |
| FW                                            | 7  | ヴァルター・シャッハナー       | 32分 |
| MF                                            | 8  | ヘルベルト・プロハスカ         |      |
| FW                                            | 9  | ハンス・クランクル             |      |
| MF                                            | 10 | ラインハルド・ヒンターマイヤー | 32分 |
| DF                                            | 19 | ヘリベルト・ヴェーバー         |      |
| サブメンバー：                                |    |                                |      |
| GK                                            | 22 | クラウス・リンデンベルガー     |      |
| DF                                            | 12 | アントン・ピッヒラー           |      |
| DF                                            | 13 | マックス・ハグマイヤー         |      |
| MF                                            | 14 | エルンスト・バウマイスター     |      |
| FW                                            | 20 | クルト・ヴェルツル             |      |
| 監督：                                        |    |                                |      |
| フェリックス・ラッツケ & ゲオルグ・シュミット |    |                                |      |

前半10分、西ドイツがホルスト・ルベッシュのゴールで先制すると、以降はお互いのチームがボールを交互に回し合う、ゴールキーパーにボールを戻し続ける、相手陣営にロングボールを飛ばす、という意味のない行為を繰り返した。残り80分間、両チームともほぼゴールを奪おうとはしなかった。
この試合はすべての視聴者と観客から批判を受けた。ドイツ公共放送連盟(ARD)のある解説者のエベルハルト・シュタニェクは解説を行うことを拒否し、オーストリアのある解説者のロベルト・ゼーガーは試合に嘆き、テレビの視聴者に対して電源を切るよう勧める始末だった。多くの観客は試合に不満を抱き、選手たちに対して怒りを爆発させ、「出て行け、出て行け」(Fuera, fuera)、「アルジェリア、アルジェリア」(Argelia, Argelia)、「キスしろ、キスしろ」(Que se besen, que se besen)、「正々堂々、正々堂々」(Sporting, sporting)といった言葉を投げつけた。怒ったアルジェリアのファンは、選手たちに紙幣を振り抗議した。
この試合は1978 FIFAワールドカップで、オーストリアが西ドイツに勝った試合のような熱戦を期待した西ドイツやオーストリアのファンからも非難を受けることとなった。自国の国旗を燃やして抗議の意を表す西ドイツファンが現れる始末だった。

## 試合後
| チーム                     | 戦 | 勝 | 分 | 敗 | 得 | 失 | 差 | 点 | 結果            |
| -------------------------- | -- | -- | -- | -- | -- | -- | -- | -- | --------------- |
| 西ドイツ                   | 3  | 2  | 0  | 1  | 6  | 3  | +3 | 4  | 2次リーグへ進出 |
| オーストリア               | 3  | 2  | 0  | 1  | 3  | 1  | +2 | 4  | 2次リーグへ進出 |
| アルジェリア               | 3  | 2  | 0  | 1  | 5  | 5  | 0  | 4  | 敗退            |
| チリ                       | 3  | 0  | 0  | 3  | 3  | 8  | −5 | 0  | 敗退            |
| : 2次リーグへ進出 / : 敗退 |    |    |    |    |    |    |    |    |                 |

西ドイツはこの試合で1-0で勝利し勝ち点2を得たことにより、オーストリアやアルジェリアと勝ち点4で並んだ。得失点差により、西ドイツとオーストリアがそれぞれ1位、2位となって思惑通り2次リーグへ進出し、3位に転落したアルジェリアは敗退した。
この試合で、オーストリアはグループ1位通過（勝つか引き分けの場合）で2次リーグへ進出するチャンスを自ら放棄した。西ドイツはとにかく勝たなければ敗退する状況だったためオーストリアは負けるしかなく、また当時は西ドイツがオーストリアよりもサッカー代表チームとしては格上だったからである。
アルジェリアのサッカー関係者たちはこの試合に怒り、FIFAに対して正式に抗議したものの、FIFAは試合結果に及ぼす規定には違反していないとして制裁を加えたり、調査するといったことを拒否し、そのまま試合結果は確定した。両チームも談合試合であったとの疑いを否定した。
その後、西ドイツは決勝に進出したがイタリアに1-3で敗れた。またオーストリアは2次リーグで大会4位となったフランスに敗れた。この試合の影響を受けてUEFA欧州選手権1984と1986 FIFAワールドカップからは、国際大会のグループリーグの最終戦は同時に開催されるようになった。

## 関連記事
- 談合試合